# Tubulidentata
Los tubulidentados (Tubulidentata) son un orden de mamíferos placentarios con una sola familia, los oricteropódidos (Orycteropodidae), y una sola especie actual, el cerdo hormiguero (Orycteropus afer), ampliamente difundido en el África subsahariana. A pesar de su parecido superficial con los osos hormigueros sudamericanos, debido a convergencia evolutiva, no guarda relación con ellos. Es en realidad un afroterio, es decir, guarda más relación con los tenrecs, elefantes y damanes.
Se trata de placentarios muy primitivos en que muchos rasgos de su esqueleto son sorprendentemente similares a los de los condilartros, conservando muchos caracteres que estaban en los euterios más primitivos.

## Taxonomía
El orden de los tubulidentados incluye cinco géneros fósiles y uno actual:
Orden Tubulidentata
- Familia Orycteropodidae
  - Género Palaeorycteropus †
  - Género Archaeorycteropus †
  - Género Myorycteropus †
  - Género Amphiorycteropus †
  - Género Leptorycteropus †
  - Género Orycteropus
  - Género ¿Plesiorycteropus? †

### Clasificación
La clasificación según Lehmann 2009, es:
- Genus †Scotaeops Ameghino 1887 [Scoteops (sic) Ameghino 1894]
  - †S. simplex Ameghino 1887
- Genus †Archaeorycteropus Ameghino 1905
- Genus †Palaeorycteropus Filhol 1893 [Palaeoryctoropus (sic) Filhol 1893]
  - †P. quercyi Filhol 1893
- Genus † Myorycteropus MacInnes, 1956
  - †M. africanus MacInnes, 1956 [Orycteropus africanus MacInnes 1955] especie tipo
  - †aff. M. chemeldoi (Pickford, 1975) [Orycteropus chemeldoi Pickford 1975]
  - †aff. M. minutus (Pickford, 1975) [Orycteropus minutus Pickford 1975]
- Genus  †Leptorycteropus Patterson, 1975
  - †L. guilielmi Patterson, 1975
- Genus †Amphiorycteropus Lehmann 2009
  - †A. gaudryi (Major, 1888) [Orycteropus gaudryi Major 1888] especie tipo
  - †A. abundulafus (Lehmann et al., 2005) [Orycteropus abundulafus Lehmann et al. 2005][7]
  - †A. browni (Colbert, 1933) [Orycteropus browni Colbert 1933; Orycteropus pilgrimi Colbert 1933]
  - †A. depereti (Helbing, 1933) [Orycteropus depereti Helbing 1933]
  - †A. mauritanicus (Arambourg, 1959) [Orycteropus mauritanicus Arambourg 1959]
  - †aff. A. pottieri (Ozansoy, 1965) [Orycteropus pottieri Ozansoy 1965]
  - †aff. A. seni (Tekkaya, 1993) [Orycteropus seni Tekkaya 1993]
- Genus Orycteropus Geoffroy St. Hilaire 1796 [Oryctopus (sic) Rafinesque 1815; Oryctheropus (sic) Muirhead 1819; Orajeteropus (sic) Hill 1913] 
  - †O. crassidens MacInnes, 1956
  - †O. djourabensis Lehmann et al. 2004
  - O. afer (Pallas 1776) cerdo hormiguero (especie tipo)
    - O. a. capensis (Gmelin 1788) [Myrmecophaga capensis Gmelin 1788; Orycteropus capensis Gmelin 1788] (Cape Aardvark)
    - O. a. senegalensis Lesson 1840 [Orycteropus senegalensis Schinz 1845] (Western/Senegambian Aardvark)
    - O. a. haussanus Matschie 1900 [Orycteropus haussanus Matschie 1900] (Hausa Aardvark)
    - O. a. adametzi Grote 1921 [Orycteropus adametzi]
    - O. a. leptodon Hirst 1906 [Orycteropus leptodon Hirst 1906] (Cameroon Aardvark)
    - O. a. erikssoni Lönnberg 1906 [Orycteropus erikssoni Lonnberg 1906; Orycteropus erikssoni erikssoni] (Eriksson's/North Congo Aardvark)
    - O. a. albicaudus Rothschild 1907 (South-western/Damara Aardvark)
    - O. a. angolensis Zukowsky & Haltenorth 1957 [Orycteropus angolensis] (Angolan Aardvark)
    - O. a. afer (Pallas 1776) [Orycteropus afer wertheri Matschie 1898; Orycteropus wertheri Matschie 1900  (East African/Bagamoyo Aardvark)] (Southern Aardvark)
    - O. a. wardi Lydekker 1908 [Orycteropus wardi] (Congo/Ward's Aardvark)
    - O. a. observandus Grote 1921 [Orycteropus observandus]
    - O. a. matschiei Grote 1921 [Orycteropus matschiei]
    - O. a. lademanni Grote 1911 [Orycteropus lademanni]
    - O. a. ruvanensis Grote 1921 [Orycteropus ruvanensis] (Ruwana Aardvark)
    - O. a. faradjius Hatt 1932 [Orycteropus erikssoni faradjius] (Faradje Aardvark)
    - O. a. kordofanicus Rothschild 1927 [Orycteropus kordofanicus] (Kordofan Aardvark)
    - O. a. aethiopicus Sundevall 1843 [Orycteropus aethiopicus] (Northeastern/Abyssinian Aardvark)
    - O. a. somalicus Lydekker 1908 [Orycteropus somalicus] (Somalia Aardvark)

## Historia evolutiva
Basándose en fósiles, Bryan Patterson ha concluido que los primeros parientes del cerdo hormiguero aparecieron en África hacia el final del Paleoceno. Los ptolemaiidanos, un misterioso clado de mamíferos con afinidades inciertas, pueden ser en realidad cerdos hormigueros, ya sea como un clado hermano de Tubulidentata o como un grado que conduce a tubulidentados verdaderos.
El primer tubulidentado inequívoco fue probablemente Myorycteropus africanus de los depósitos del Mioceno de Kenia. El ejemplo más antiguo del género Orycteropus fue Orycteropus mauritanicus, encontrado en Argelia en depósitos del Mioceno medio, con una versión igualmente antigua encontrada en Kenia. Los fósiles del cerdo hormiguero datan de hace 5 millones de años y se han localizado en toda Europa y el Cercano Oriente.
Originalmente se pensó que el misterioso Plesiorycteropus del Pleistoceno de Madagascar era un tubulidentado que descendía de antepasados que entraron en la isla durante el Eoceno. Sin embargo, una serie de sutiles diferencias anatómicas junto con evidencia molecular reciente ahora llevan a los investigadores a creer que Plesiorycteropus es un pariente de los topos y tenrecs dorados que lograron una apariencia similar a un oso hormiguero y un nicho ecológico a través de la evolución convergente.

## Características

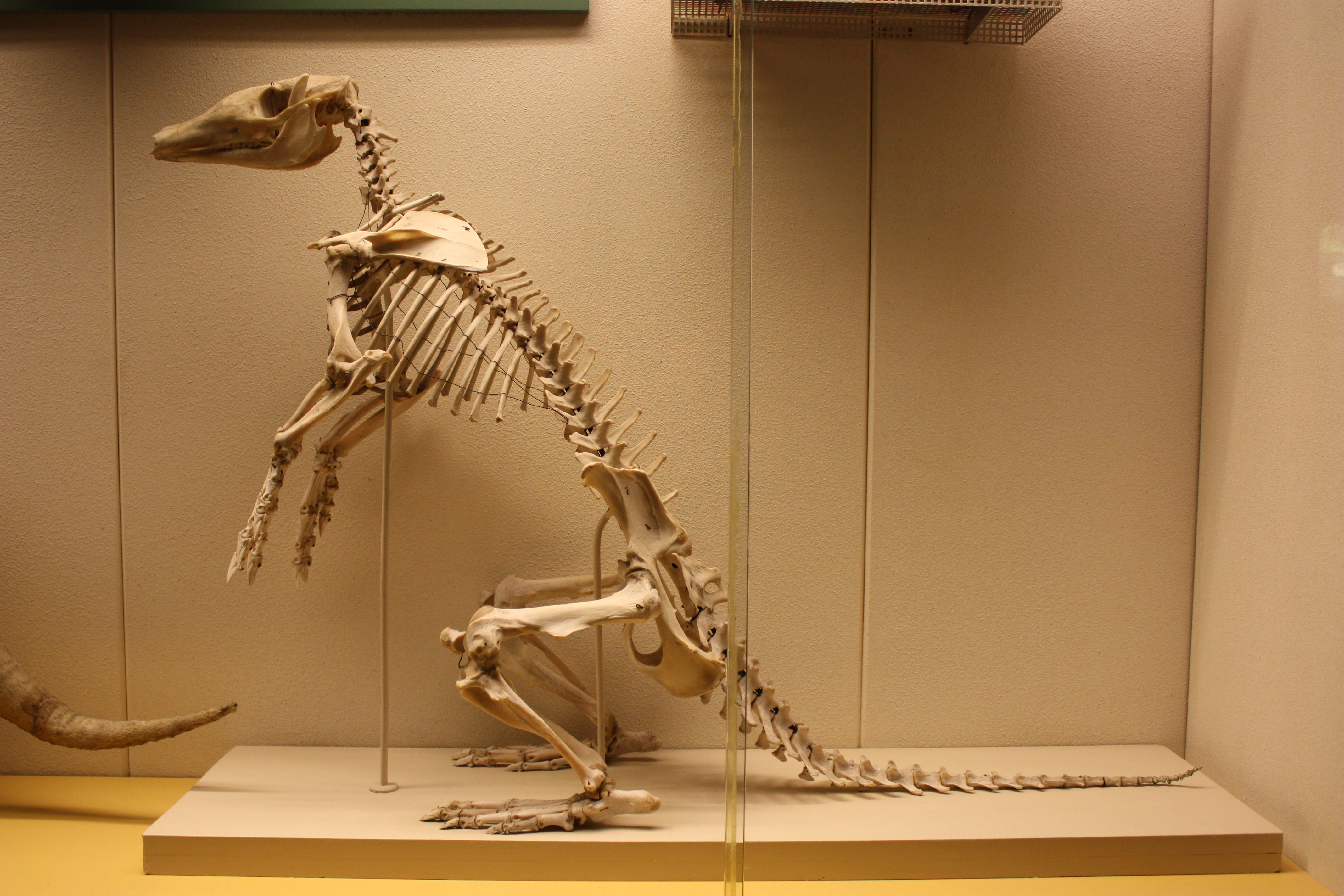
Esqueleto de Orycteropodidae.

Con una altura de 1,30 m, una cabeza muy alargada que termina en un hocico, tiene orejas grandes. A diferencia de los osos hormigueros, la mandíbula tiene algunos molares. Las patas tienen cuatro dedos hacia adelante y el quinto hacia atrás, todos los cuales tocan el suelo. Tienen garras fuertes que abarcan los dedos, a diferencia de las garras de otros mamíferos, lo que los coloca en grupos de Ungulados.
La forma muy característica de los dientes dio nombre al grupo, cuyos fósiles más antiguos que se conocen datan del Oligoceno Inferior. Son dientes columnares de crecimiento continuo, sin esmalte, compuestos por numerosos prismas hexagonales de marfil, cuyo centro está ocupado por un canal pulpar. Los dientes no tienen raíces.
Los cerdos hormigueros se habían clasificado originalmente como parientes de osos hormigueros americanos en el orden Edentata. Pero su tipo único de dientes y otras características morfológicas habían dejado en claro que los osos hormigueros no están estrechamente relacionados con ningún otro mamífero vivo. Desde finales del siglo XIX, se colocan en su propio orden separado Tubulidentata. Tanto el registro fósil como los estudios genéticos han corroborado ese estado separado. Todas las similitudes con los osos hormigueros estadounidenses han evolucionado de forma independiente como adaptaciones para comer hormigas.
Una de las características más distintivas de los animales es que sus dientes tienen una microestructura "tubulidentada", carecen de esmalte y son solo estructuras redondeadas de dentina. Carecen de incisivos y caninos, y tienen entre 20 y 22 dientes, que siempre crecen, están desarraigados y son difiodontes. Otro rasgo único es que sus pequeños dientes de leche se pierden antes de que nazca el animal.
Algunos caracteres anatómicos unen a los Orycteropodidae y Tubulidentata. La región occipital del cráneo tiene una exposición mastoidea extensa, el fémur tiene un protuberancia para el músculo pectíneo y la diáfisis de la tibia se curva mediolateralmente.

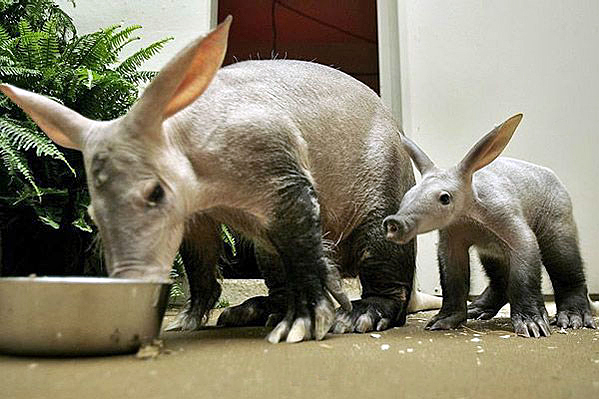
Madre y cría de cerdo hormiguero.

Los cerdos hormigueros modernos son poligínicos y las hembras cuidan a los jóvenes. Son territoriales y solo se cruzan para reproducirse. Los genitales de los machos crean un almizcle, mientras que las hembras crean este almizcle a partir de las glándulas de los codos, este olor ayuda a que se produzca el apareamiento. El período de gestación dura alrededor de siete meses, y dependen de la madre hasta los seis meses de edad, alcanzando la madurez sexual a los dos años. La reproducción ocurre una vez al año, producen una descendencia y tal vez tengan una o dos más en su vida. Los cerdos hormigueros son mirmecófagos y se alimentan casi exclusivamente de termitas y hormigas. Dependen de su sentido del olfato para encontrar la mayor parte de su comida y cazar de noche.

## Aspectos culturales
El cerdo hormiguero es muy admirado en la cultura popular africana por su búsqueda diligente de alimento y su respuesta valiente al ataque de las hormigas guerreras. Los magos hausas hacen amuletos con el corazón, la piel, la frente y las uñas del cerdo hormiguero, que pican con la raíz de un determinado árbol. Se dice que si alguien lo envuelve con un pedazo de piel y lo lleva al pecho, de noche será capaz de atravesar paredes y tejados. Se dice que este amuleto es útil para los ladrones y aquellos que quieren visitar a chicas sin el permiso de los padres. [39]La importancia cultural del cerdo hormiguero en África se refleja en que todavía se le representa a menudo en las pinturas rupestres contemporáneas creadas por diferentes grupos étnicos. [40] En algunos países africanos se han acuñado monedas con cerdos hormigueros.
Un cerdo hormiguero es el personaje principal de Arthur, una popular serie de dibujos animados por niños producida por la WGBH-TV y emitida en más de 82 países. Dos de los personajes principales de la serie de animación canadiense The Raccoons (en español Los Mapaches) también son cerdos hormigueros.
Uno de los personajes principales de los dibujos animados de 1969-1971 The Ant and the Aardvark (en español La hormiga y el oso hormiguero) es un cerdo hormiguero azul doblado por John Byner imitando a Jackie Mason. En esta serie, el cerdo hormiguero intenta sin éxito cazar y comerse a su antagonista, la hormiga.
Cerebus the Aardvark era el protagonista de una serie de cómics de Dave Sim y Gerhard, publicada entre 1977 y 2004 y que todavía se vende en volúmenes reimpresos.